# Daniel Serrano
Luis Daniel Serrano Palacios (Ciudad de México, 28 de abril de 1982) es un político mexicano. Desde el 1 de enero de 2025, se desempeña como presidente municipal de Cuautitlán Izcalli, en representación del partido de Movimiento de Regeneración Nacional (MORENA). 

## Biografía

### Primeros años
Luis Daniel Serrano Palacios nació el 28 de abril de 1982 en Ciudad de México, siendo hijo de los comerciantes Daniel y Rosita. Al poco tiempo de nacido, fue llevado a vivir al municipio de Atizapán de Zaragoza, en el Estado de México.

## Carrera política

### Militancia en Morena
En 2015, se unió a Morena como consultor independiente en temas legislativos y ejecutivos, dando asesoramiento a iniciativas de ley, reformas constitucionales, decretos, y dictámenes. El mismo año, inició su carrera política como militante de dicho partido.

### Candidatura inicial en Cuautitlán Izcalli y labores posteriores
En febrero de 2021, Mario Delgado Carrillo, presidente de Morena, lo presentó como candidato a la presidencia de Cuautitlán Izcalli. En abril, su candidatura se vio degradada por Ricardo Núñez Ayala, el entonces presidente en curso de Izcalli y compañero de partido de Serrano, quien, ante el Instituto Electoral del Estado de México (IEEM), lo acusó de «imposición» y pidió la revocación a su registro como precandidato presidencial. No obstante, después de dictaminar el caso, el IEEM rectificó su candidatura entre mayo y junio. Su contención siguió prosperando como representante de la coalición Juntos Hacemos Historia, y finalmente el 6 de junio, consiguió un total de 85,652 votos, quedando en segundo lugar ante Karla Fiesco de la extinta coalición Va por el Estado de México.
Tras ser derrotado, dedicó su tiempo a trabajar como columnista y analista de AD Noticias, especializándose en asesoramiento en materia Legislativa en el Senado de la República. En 2022, finalizó sus colaboraciones con los periódicos El Heraldo de México y Revolución 3.0, en los que había laborado desde 2019.

#### Difamación de imagen
En abril de 2021, Olga Medina, expresidenta del municipio Los Reyes La Paz, acusó a Serrano, quien en ese entonces era representante de Morena ante el Instituto Electoral del Estado de México, de haberle exigido pagar dos millones de pesos por su candidatura a reelección. Casi al mismo tiempo, emergió un audio que involucraba al grupo de «Los Puros», encabezado supuestamente por Serrano, en el que hablaban sobre un presunto desvío millonario en seis municipios. Serrano denunció estos hechos ante el Tribunal Electoral en Toluca, que falló a su favor e impuso sanciones a siete personas por difamar su imagen.

### Presidente de Cuautitlán Izcalli
En abril de 2024, se informó que Serrano se encontraba aspirando a registrarse nuevamente como candidato de Morena a presidente de Izcalli, en las elecciones estatales del Estado de México de 2024. El día 22 de ese mes, se registró formalmente como contendiente a dicho cargo. Durante la madrugada del 2 de junio, el día de las elecciones, los habitantes de Cuautitlán Izcalli reportaron haber recibido persistentes llamadas de un contestador automático con un mensaje político de Serrano, el cual este último abordó en su página oficial de Facebook, aclarando que ni él, ni el partido, tenían algo que ver con dichos mensajes cuya intención era afectar la veda electoral. Serrano contendió como parte de la coalición Sigamos Haciendo Historia en el Estado de México, alcanzando un porcentaje preliminar del 48.9787 %, que indicó una victoria ante Karla Fiesco de Fuerza y Corazón por el Estado de México, quien tuvo un 41.2961 % inicial. Un día después, el 3 de junio, fue declarado como el virtual ganador de la presidencia de Cuautitlán Izcalli. Su elección fue oficializada el 7 de junio, día en que se le entregó la constancia de mayoría que lo acreditó como presidente electo de Cuautitlán Izcalli, teniendo un resultado final de 144 mil 904 votos a su favor. El 13 de septiembre, se pronunció en contra y detuvo las acciones de la presidenta Karla Fiesco, quien se hallaba preparando la subasta de un predio de propiedad municipal para obtener supuestos recursos económicos para el municipio. El 17 de diciembre, previó a su ocupación del cargo, se llevó a cabo su toma de protesta como presidente municipal de Cuautitlán Izcalli, en la cual estuvo presente la gobernadora del Estado de México, Delfina Gómez Álvarez.
El 1 de enero de 2025, se oficializó su posición como presidente municipal de Cuautitlán Izcalli, realizando la primera reunión de su cabildo como mandatario gubernamental.